# بادکنک‌ماهیان هند-آرام
بادکنک‌ماهیان هند-آرام (انگلیسی: Tetractenos) سرده ای است متعلق به خانواده بادکنک‌ماهیان.

## گونه‌ها
- غوک‌ماهی صیقلی (Fréminville, 1813) (Smooth toadfish)
- بادکنک ماهی تادو (J. Richardson, 1846) (Common toadfish)